# 건포산업로

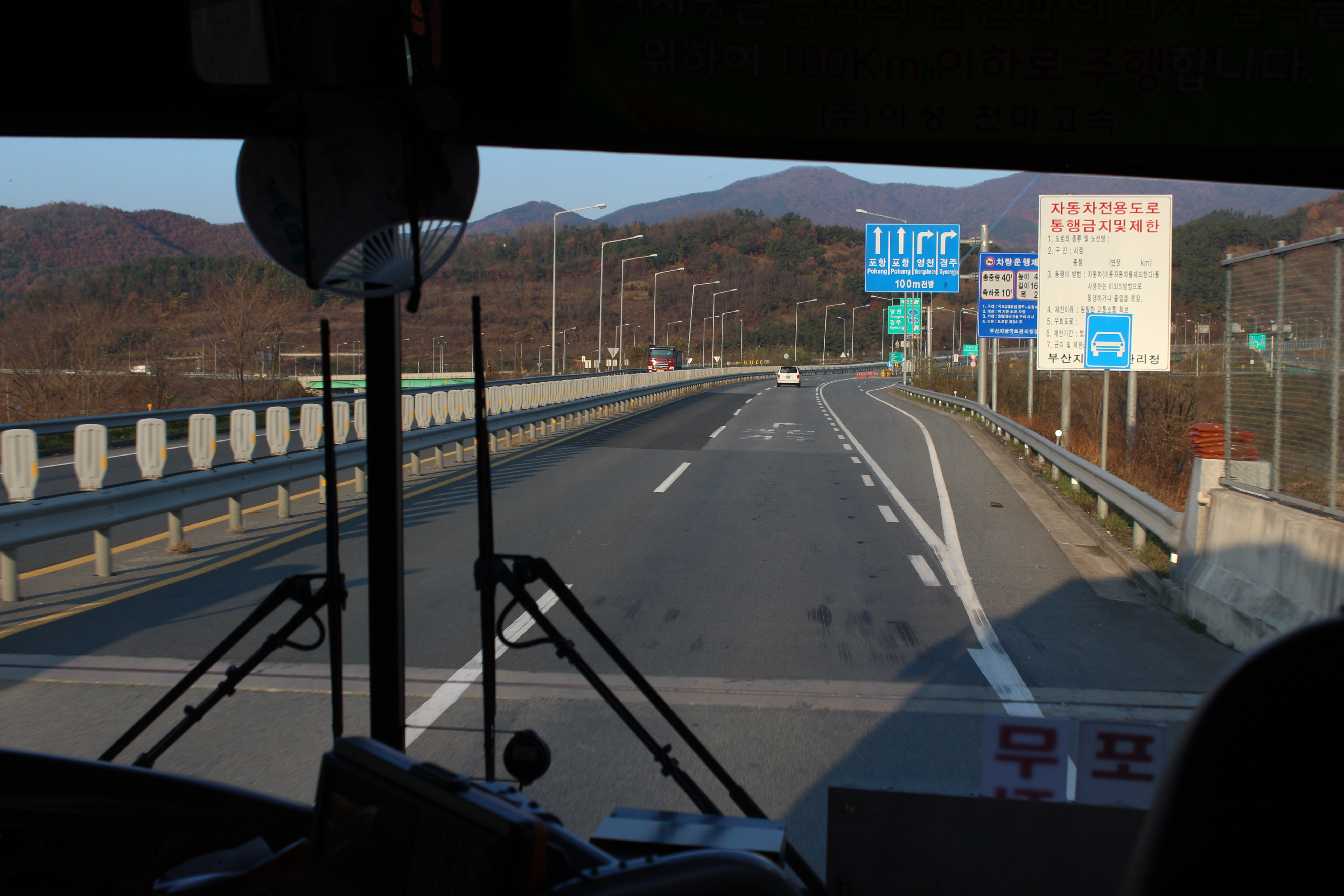
북건천 나들목 부근. 자동차전용도로의 시점이다.

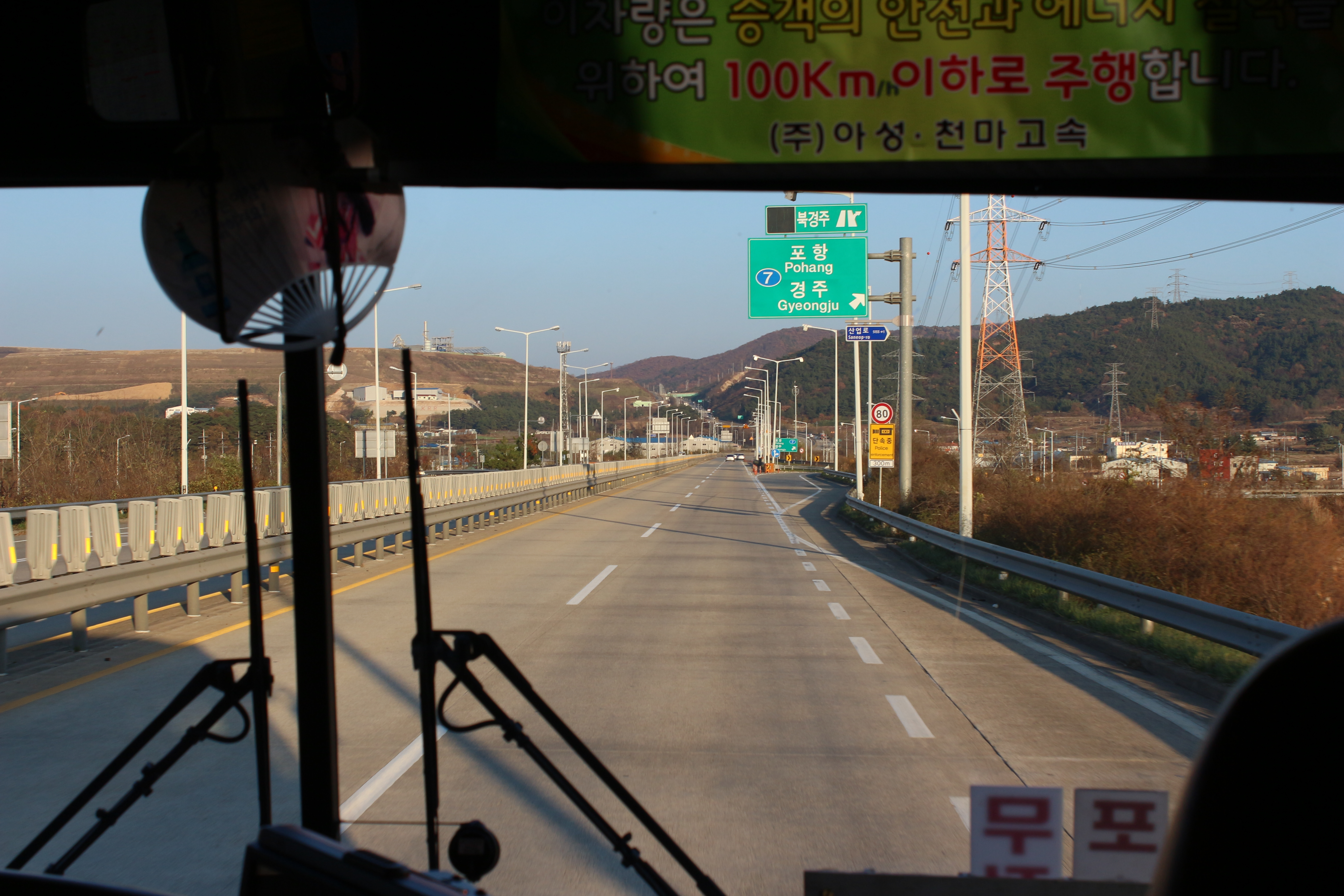
북경주 나들목 부근.

건포산업로(Geonposaneop-ro)는 경상북도 경주시 건천읍 천포리와 포항시 남구 대송면 제내리를 잇는 경상북도의 도로이다. 2009년 정부 도로명주소 사업에서 명명된 이름으로 그 이전에는 건천포항산업도로라고 불렸으며, 제2산업도로이라고 줄여 부르기도 하다.

## 역사
- 1997년 2월 3일 : 착공
- 1999년 12월 : 건천 ~ 포항간 도로 중 건천서부우회도로 2.8km 구간 개통[1]
- 2000년 2월 24일 : 경상북도 경주시 건천읍 천포리 ~ 포항시 남구 장흥동 32.9km 구간을 자동차 전용도로로 지정[2]
- 2003년 5월 16일 : 건천 ~ 포항간 도로 중 천북 ~ 포항 부분(경주시 안강읍 사방리 ~ 강동면 왕신리) 6.7km 구간 확장 개통[3]
- 2004년 12월 29일 : 건천 ~ 포항간 도로 중 강동 ~ 포항 부분 9.2km 구간, 건천IC ~ 현곡 6.0km 구간, 현곡 ~ 천북 8.0km 구간이 개통하면서 건천 ~ 포항간 도로(경주시 건천읍 천포리 ~ 포항시 남구 대송면 제내리) 33.1km 전 구간 개통[1]
- 2009년 7월 30일 : 2개 이상 시·군에 걸쳐 있는 도로로 건포산업로를 고시[4]

## 주요 경유지
경상북도
- 경주시 (건천읍 · 현곡면 · 안강읍 · 강동면) - 포항시 남구 대송면

## 노선
- (■): 자동차 전용도로 구간

| 이름                             | 접속 노선                           | 소재지 | 소재지                                                               | 비고                                                           |
| -------------------------------- | ----------------------------------- | ------ | -------------------------------------------------------------------- | -------------------------------------------------------------- |
| 천포리                           | 국도 제20호선 (단석로)              | 경주시 | 건천읍                                                               | 국도 제20호선 구간                                             |
| 천포1교 천포2교 천포3교 용명육교 |                                     | 경주시 | 건천읍                                                               | 국도 제20호선 구간                                             |
| 북건천 나들목                    | 국도 제4호선 국도 제35호선 (대경로) | 경주시 | 건천읍                                                               | 국도 제20호선 구간                                             |
| 건천터널                         |                                     | 경주시 | 건천읍                                                               | 국도 제20호선 구간 포항 방면 연장 615m 경주 방면 연장 627m     |
| 대곡2교                          |                                     | 경주시 | 건천읍                                                               | 국도 제20호선 구간                                             |
| 대곡 교차로                      | 대곡용명길                          | 경주시 | 건천읍                                                               | 국도 제20호선 구간                                             |
| 경주터널                         |                                     | 경주시 | 건천읍                                                               | 국도 제20호선 구간 포항 방면 연장 2,080m 경주 방면 연장 2,060m |
| 경주터널                         | 현곡면                              | 경주시 |                                                                      | 국도 제20호선 구간 포항 방면 연장 2,080m 경주 방면 연장 2,060m |
| 상구교                           |                                     | 경주시 | 국도 제20호선 구간                                                   |                                                                |
| 상구 교차로                      | 국도 제7호선 (외현로)               | 경주시 | 국도 제7, 국도 제20호선 구간                                         |                                                                |
| 하구교                           |                                     | 경주시 | 국도 제7, 국도 제20호선 구간                                         |                                                                |
| 현곡 교차로 (현곡교)             | 지방도 제904호선 (용담로)           | 경주시 | 국도 제7, 국도 제20호선 구간                                         |                                                                |
| 청림교 무과교                    |                                     | 경주시 | 국도 제7, 국도 제20호선 구간                                         |                                                                |
| 말구불터널                       |                                     | 경주시 | 국도 제7, 국도 제20호선 구간 포항 방면 연장 465m 경주 방면 연장 440m |                                                                |
| 말구불터널                       | 안강읍                              | 경주시 | 국도 제7, 국도 제20호선 구간 포항 방면 연장 465m 경주 방면 연장 440m |                                                                |
| 사방 교차로                      | 안현로                              | 경주시 | 국도 제7, 국도 제20호선 구간                                         |                                                                |
| 사방대교                         |                                     | 경주시 | 국도 제7, 국도 제20호선 구간                                         |                                                                |
| 형산강교                         |                                     | 경주시 | 국도 제7, 국도 제20호선 구간                                         |                                                                |
| 천북면                           |                                     | 경주시 | 국도 제7, 국도 제20호선 구간                                         |                                                                |
| 북경주 나들목                    | 국도 제7호선 (산업로)               | 경주시 | 국도 제7, 국도 제20호선 구간                                         |                                                                |
| 천북교                           |                                     | 경주시 | 국도 제20호선 구간                                                   |                                                                |
| (이름 없음)                      | 화산공단길                          | 경주시 | 국도 제20호선 구간                                                   |                                                                |
| 신왕신교                         |                                     | 경주시 | 국도 제20호선 구간                                                   |                                                                |
| 강동터널                         |                                     | 경주시 | 국도 제20호선 구간 포항 방면 연장 1,215m 경주 방면 연장 1,235m       |                                                                |
| 강동터널                         | 강동면                              | 경주시 | 국도 제20호선 구간 포항 방면 연장 1,215m 경주 방면 연장 1,235m       |                                                                |
| 강동교                           |                                     | 경주시 | 국도 제20호선 구간                                                   |                                                                |
| 왕신 나들목                      | 지방도 제945호선 (천강로)           | 경주시 | 국도 제20호선 구간                                                   |                                                                |
| 강동산단교                       | 강동산단로                          | 경주시 | 국도 제20호선 구간                                                   |                                                                |
| 우복 교차로                      | 국도 제31호선 (영일만대로)          | 포항시 | 국도 제20호선 구간                                                   | 남구 연일읍                                                    |
| 남성 나들목                      | 홍계길62번길 남성길 남성길1길       | 포항시 | 국도 제20호선 구간                                                   | 남구 대송면                                                    |
| 남천교                           | 운제로                              | 포항시 | 국도 제20호선 구간                                                   | 남구 대송면                                                    |
| 제내리                           | 장흥로                              | 포항시 | 국도 제20호선 구간                                                   | 남구                                                           |
| 장흥로와 직결                    |                                     |        |                                                                      |                                                                |

## 주의 사항
이 도로는 자동차전용도로로 지정되어 있어 자전거, 보행자는 통행할 수 없다. 이륜자동차(모터사이클 혹은 오토바이)는 긴급자동차(싸이카 및 소방용 모터사이클 등)에 한해 통행이 가능하며, 그 밖의 이륜자동차는 통행할 수 없다. 대체 도로로는 서라벌대로와 국도 제7호선 등이 있다.